# Мар'янівка (Лубенський район)
Мар'янівка (до середини ХІХ століття — Глибокий Яр) — село в Україні, у Гребінківській міській громаді Лубенському районі Полтавської області. Населення становить 540 осіб.

## Географія

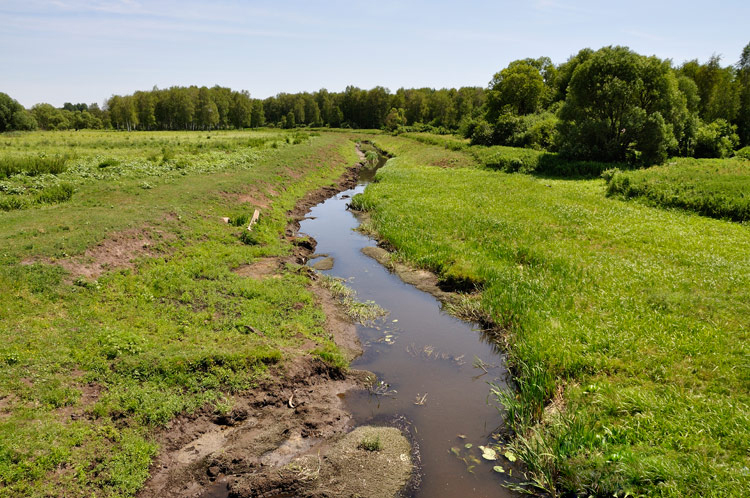
Річка Гнила Оржиця на околиці села

Село Мар'янівка розташоване на правому березі річки Гнила Оржиця, вище за течією на відстані 0,5 км — село Новодар, нижче за течією на відстані 2,5 км — село Польове. Поруч проходить залізниця, станція Мар'янівка.

## Історія
На насильно відібраній полковником Андрієм Марковичем землі наприкінці 1740-х років було засновано хутір Глибокий Яр. У «Справах генеральної військової канцелярії» за 1753 рік зазначено, що в хуторі налічувалося 7 дворів посполитих.
У 1781 році в Глибокому Ярі було 35 дворів, а у 1787 році тут проживало 85 осіб обох статей. За сповідальними відомостями Кулажинської церкви за 1807 рік в Глибокому Ярі мешкало 130 душ обох статей.
1851 року частина хутора Глибокий Яр стала називатися селом Мар'янівка.
17 липня 2020 року, в результаті адміністративно-територіальної реформи та ліквідації Гребінківського району, село увійшло до складу Лубенського району.

## Пам'ятники
- Погруддя Євгену Гребінці встановлене на його могилі у 1962 році, у 1987 році замінено на нове (скульптор — Юрій Гирич). У 2012 році, до 200-річчя Євгена Гребінки, погруддя реконструйовано.
- Постамент на братській могилі радянських воїнів, встановлений у  1957 році (скульптор —  Н. Дерегус).

## Пам'ятки природи
- Гребінчин каштан — ботанічна пам'ятка природи місцевого значення.

## Вшанування пам'яті родини Гребінки
З 2017 року проводиться Міжнародний фестиваль культури «Гребінчині вечорниці» (засновник та художній керівник — Микола Рудаков).
З 2018 року у сільському Будинку культури працює кімната-музей родини Гребінки.

## Відомі особи
- Галян Анатолій Васильович (1947—2007) — український скульптор.
- Гребінка Євген Павлович (1812—1848) — український та російський письменник, автор романсу «Очі чорні, очі пристрасні», народився і похований у селі Мар'янівка.
- Гребінка Микола Павлович (1819—1880) — архітектор, академік архітектури, дійсний статський радник. Молодший брат письменника Євгена Гребінки.